# Батак (точка)
63°02′30″ пд. ш. 62°39′26″ зх. д. / 63.0417° пд. ш. 62.6572° зх. д.

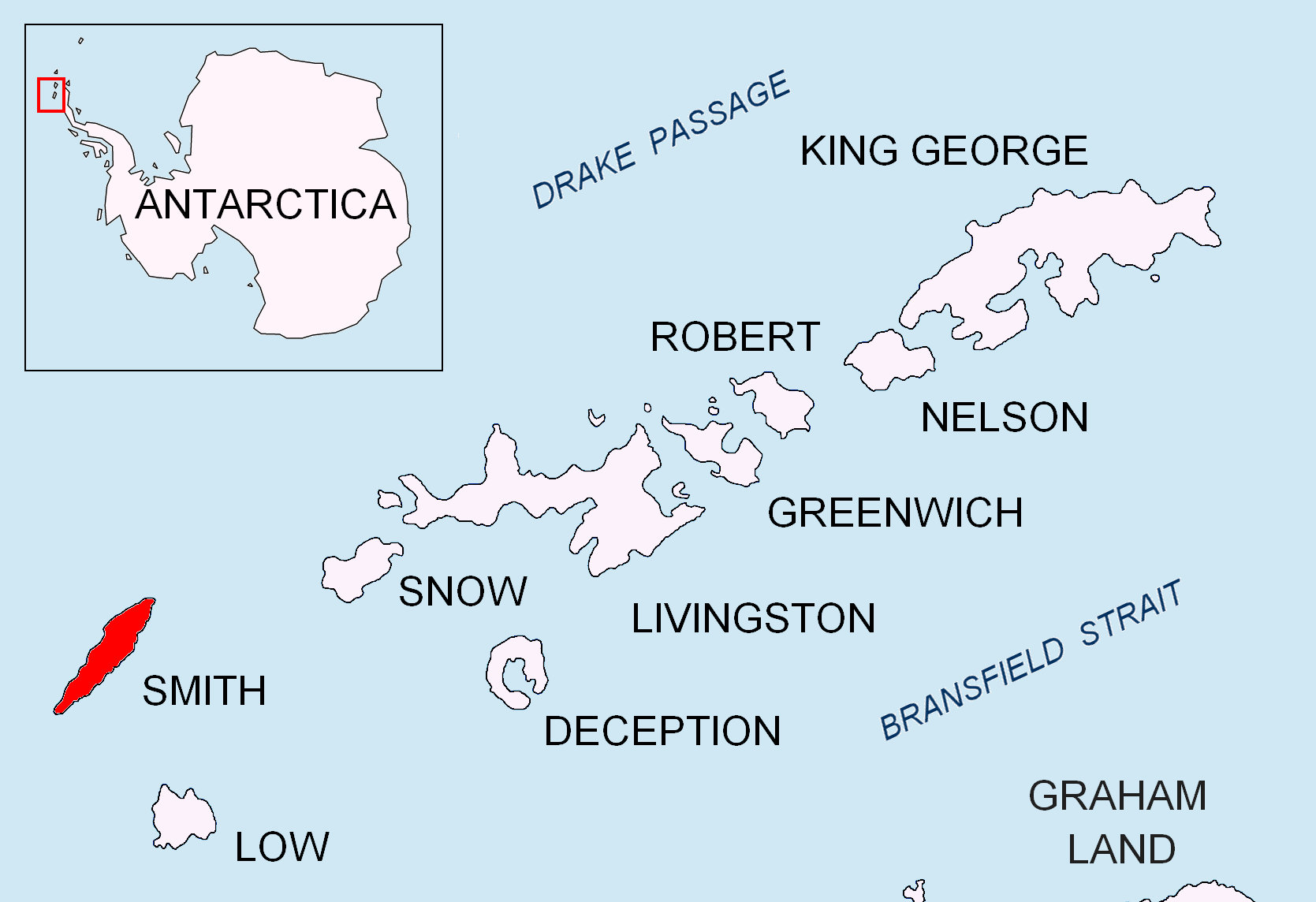
Розташування острова Сміт на Південних Шетландських островах.

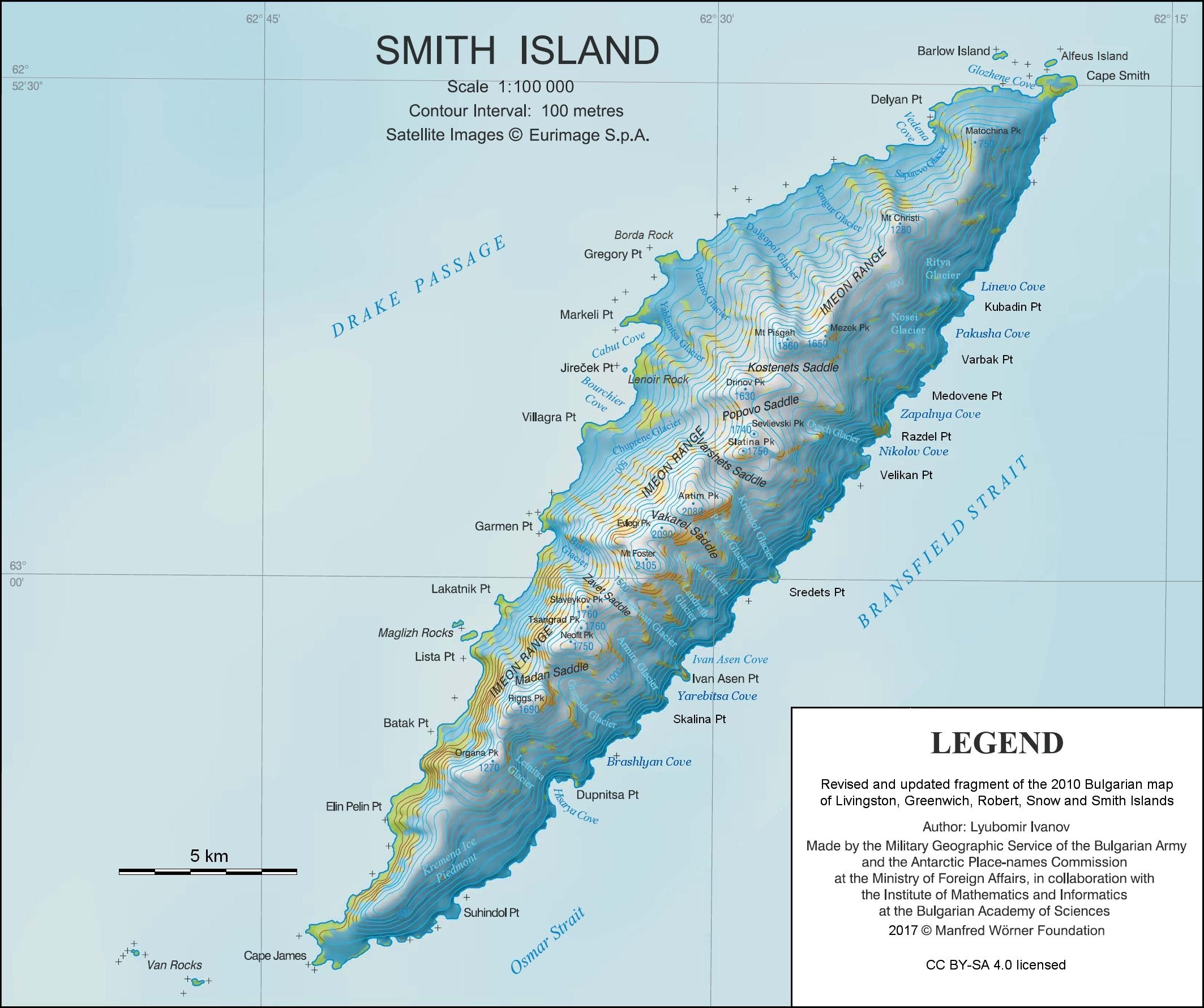
Топографічна карта острова Сміт.

Точка Батак (болг. Нос Батак \ 'nos ba-'tak \) - точка на північно-західному узбережжі острова Сміт, Південні Шетландські острови, розташована 7 км на північний схід від мису Джеймс, 2,5 км на південний захід від точки Ліста та 1,7 км на північний захід від піку Органа. Болгарське раннє картографування у 2009 році.
Названа на честь міста Батак на півдні Болгарії .

## Мапи
- Діаграма південних Шетландських островів, включаючи острів Коронація. [Архівовано 28 вересня 2013 у Wayback Machine.] з розвідки шлюпа Голуба в 1821 і 1822 роках Джорджем Пауеллом, командуючим ним же. Шкала приблизно 1: 200000. Лондон: Лорі, 1822.
- Л. Л. Іванов. Антарктида: острови Лівінгстон та Гринвіч, Роберт, Сноу та Сміт. Масштаб 1: 120000 топографічної карти. Троян: Фонд Манфреда Вернера, 2010.ISBN 978-954-92032-9-5 (перше видання 2009 р.ISBN 978-954-92032-6-4 )
- Південні Шетландські острови: Сміт і Низькі острови. [Архівовано 24 березня 2012 у Wayback Machine.] Масштаб 1: 150000 топографічна карта No 13677. Британське антарктичне опитування, 2009 рік.
- Антарктична цифрова база даних (ADD). [Архівовано 5 березня 2017 у Wayback Machine.] Масштаб 1: 250000 топографічної карти Антарктиди. Науковий комітет з антарктичних досліджень (SCAR). З 1993 року регулярно модернізується та оновлюється.
- Л. Л. Іванов. Антарктида: острів Лівінгстон та острів Сміт . Масштаб 1: 100000 топографічної карти. Фонд Манфреда Вернера, 2017.ISBN 978-619-90008-3-0

## Зовнішні посилання
1. ↑  https://mapcarta.com/29387968

Ця статя містить інформацію з Антарктичної комісії з географічних назв Болгарії, яка використовується з дозволу.